# Wright Spires
Die Wright Spires sind drei markante und bis zu 750 m hohe Felsnadeln an der Rymill-Küste im Westen des Palmerlands auf der Antarktischen Halbinsel. Sie ragen an der Ostseite des Chinook-Passes auf.
Luftaufnahmen der Formation entstanden 1966 durch die United States Navy. Der British Antarctic Survey nahm zwischen 1970 und 1973 Vermessungen vor. Das UK Antarctic Place-Names Committee benannte die Felsnadeln 1977 nach dem Geodäten Graham Keith Wright (* 1942) vom British Antarctic Survey, der von 1969 bis 1971 auf der Hallet-Station sowie von 1972 bis 1973 auf der Station des Survey auf Stonington Island tätig war und letztere von 1974 bis 1975 leitete.